# Lucio Junio Silano (pretor 48)

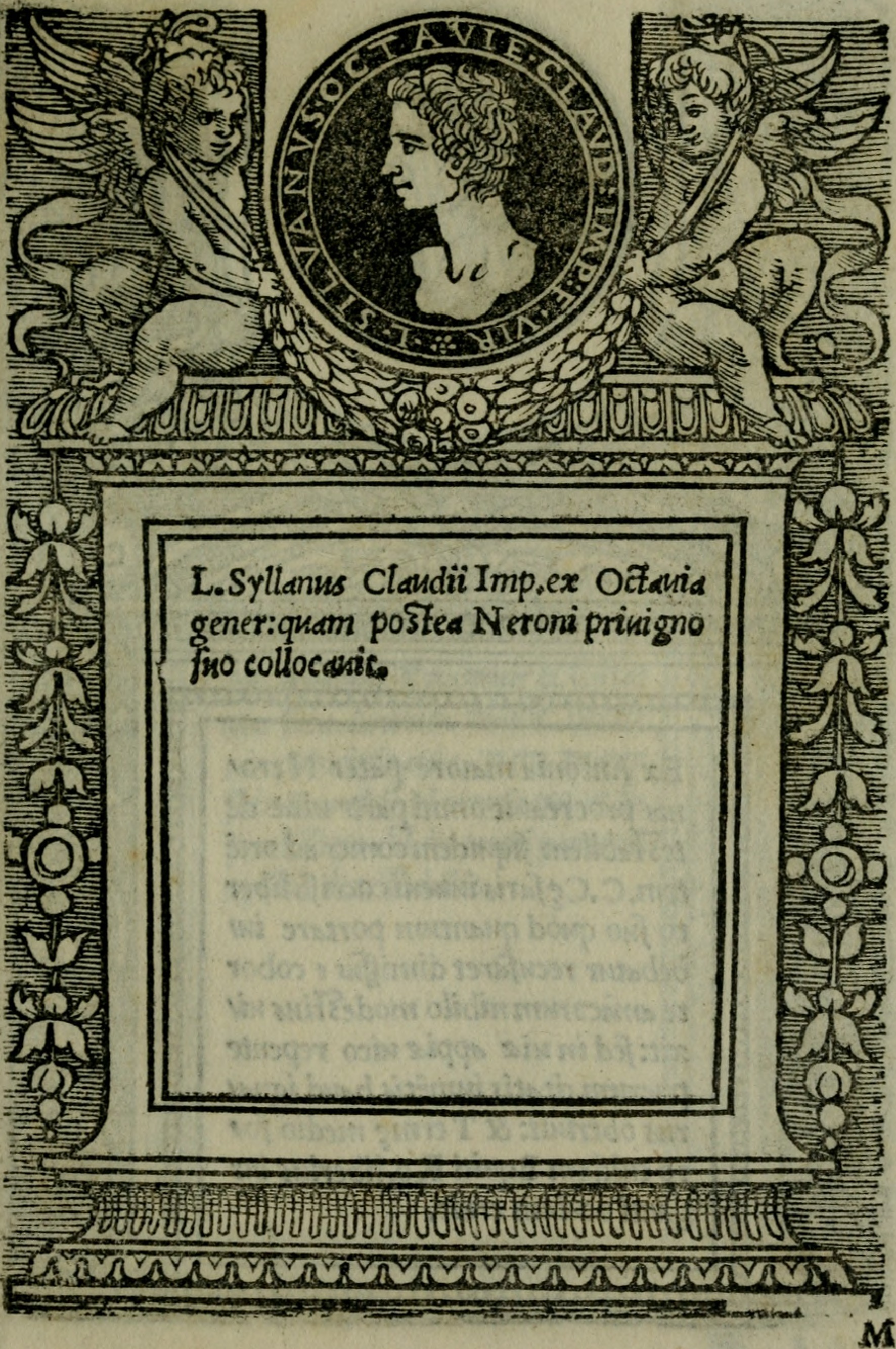
Imagen de Lucius Junius Silanus Torquatus (1517).

Lucio Junio Silano  (m. 1 de enero de 49) fue un noble romano del siglo I, pretor en el 48, que tuvo su vida marcada por ser descendiente del emperador Augusto.

## Familia
Era miembro de una familia de la Antigua Roma, los Junios Silanos, donde Silano era un cognomen de una rama de la gens Junia. Fue el tercer hijo de Emilia Lépida y de Marco Junio Silano Torcuato. Sus abuelos maternos eran Julia la Menor, nieta de Augusto, y el cónsul Lucio Emilio Paulo. A través de sus abuelos maternos, era descendiente del emperador Augusto y de la noble Escribonia, el político Marco Vipsanio Agripa y el cónsul Lucio Emilio Paulo (hermano del triumviro Marco Emilio Lépido) a quien César le otorgó un triunfo honorario dando una lujosa exhibición de gladiadores.

## Carrera pública
Nació el año 24, 26 o 27. El emperador Claudio lo prometió con su hija Octavia en el 41 y participó en la campaña de Britania en el 43. Fue pretor en el 48. Pero entonces, la emperatriz Agripina la Menor quiso eliminarle para que no pudiese competir con su hijo en la sucesión de Claudio, difundiendo rumores sobre su presunto incesto con su hermana Junia Calvina, que tenía una gran belleza. Claudio se dejó persuadir por Agripina, rompió el compromiso con su hija y obligó a Silano a renunciar a su cargo público, excluyéndole del orden senatorial y a su magistratura de pretor.
Se suicidó el día de Año Nuevo del 49, el mismo día de la boda de Claudio y Agripina.